# Парамонаканты
Парамонаканты (лат. Paramonacanthus) — род морских лучепёрых рыб семейства единороговых отряда иглобрюхообразных. Распространены на коралловых рифах Индийского и Тихого океанов.

## Виды
В состав рода включают 16 видов:
- Paramonacanthus arabicus
- Paramonacanthus choirocephalus
- Paramonacanthus cryptodon
- Paramonacanthus filicauda
- Paramonacanthus frenatus
- Paramonacanthus garretti
- Paramonacanthus japonicus
- Paramonacanthus lowei
- Paramonacanthus matsuurai
- Paramonacanthus nematophorus
- Paramonacanthus nipponensis
- Paramonacanthus oblongus
- Paramonacanthus otisensis
- Paramonacanthus pusillus
- Paramonacanthus sulcatus
- Paramonacanthus tricuspis

## Галерея

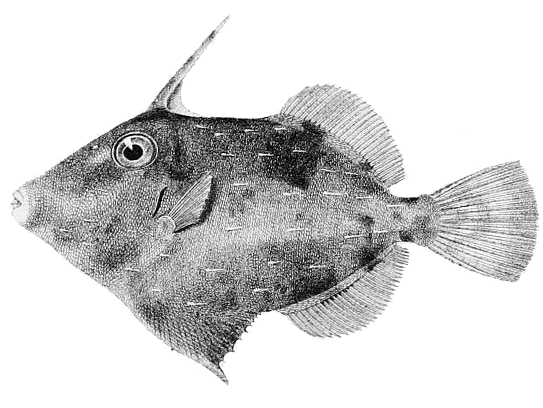
Paramonacanthus choirocephalus
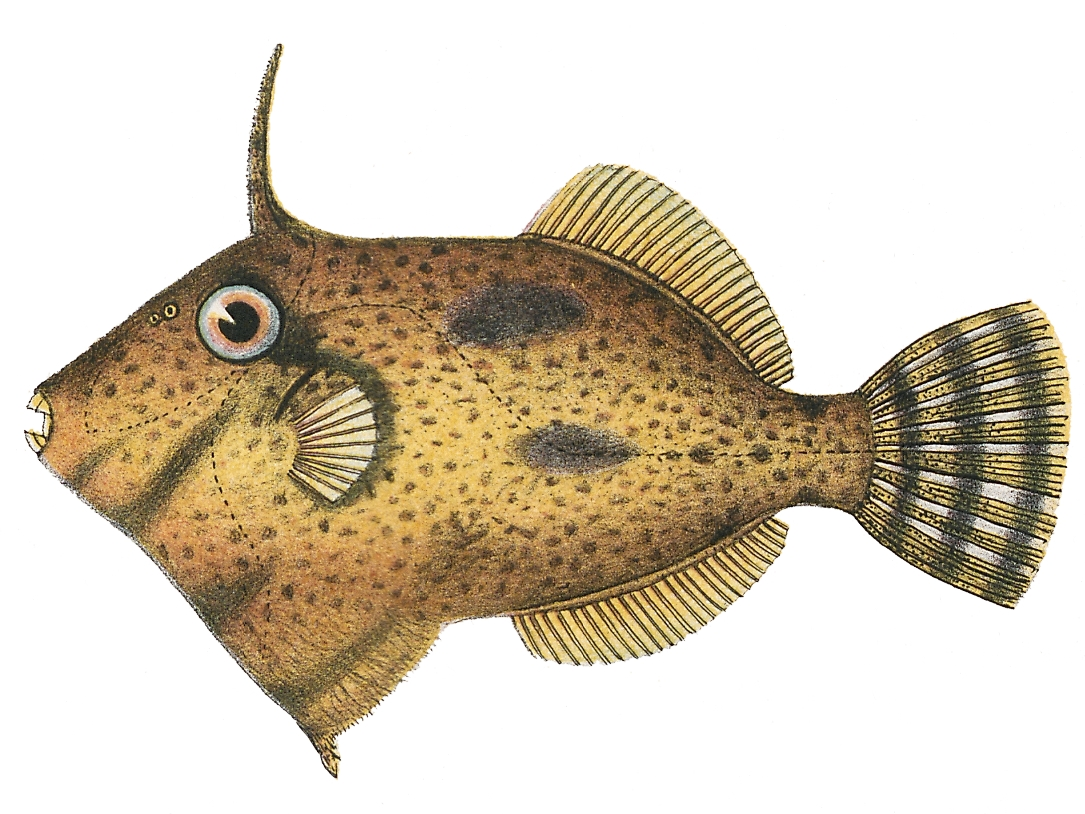
Paramonacanthus cryptodon
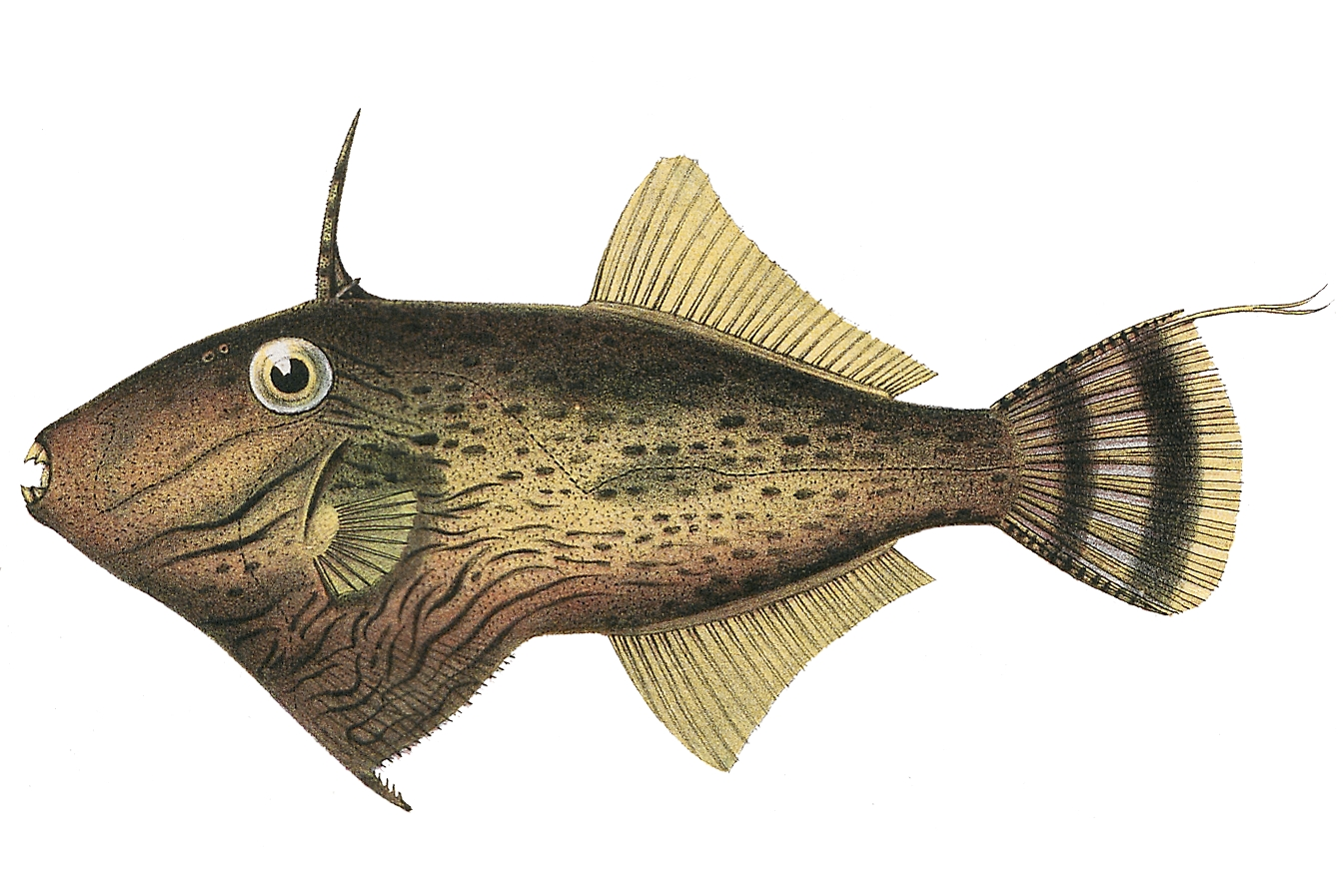
Paramonacanthus curtorhynchos
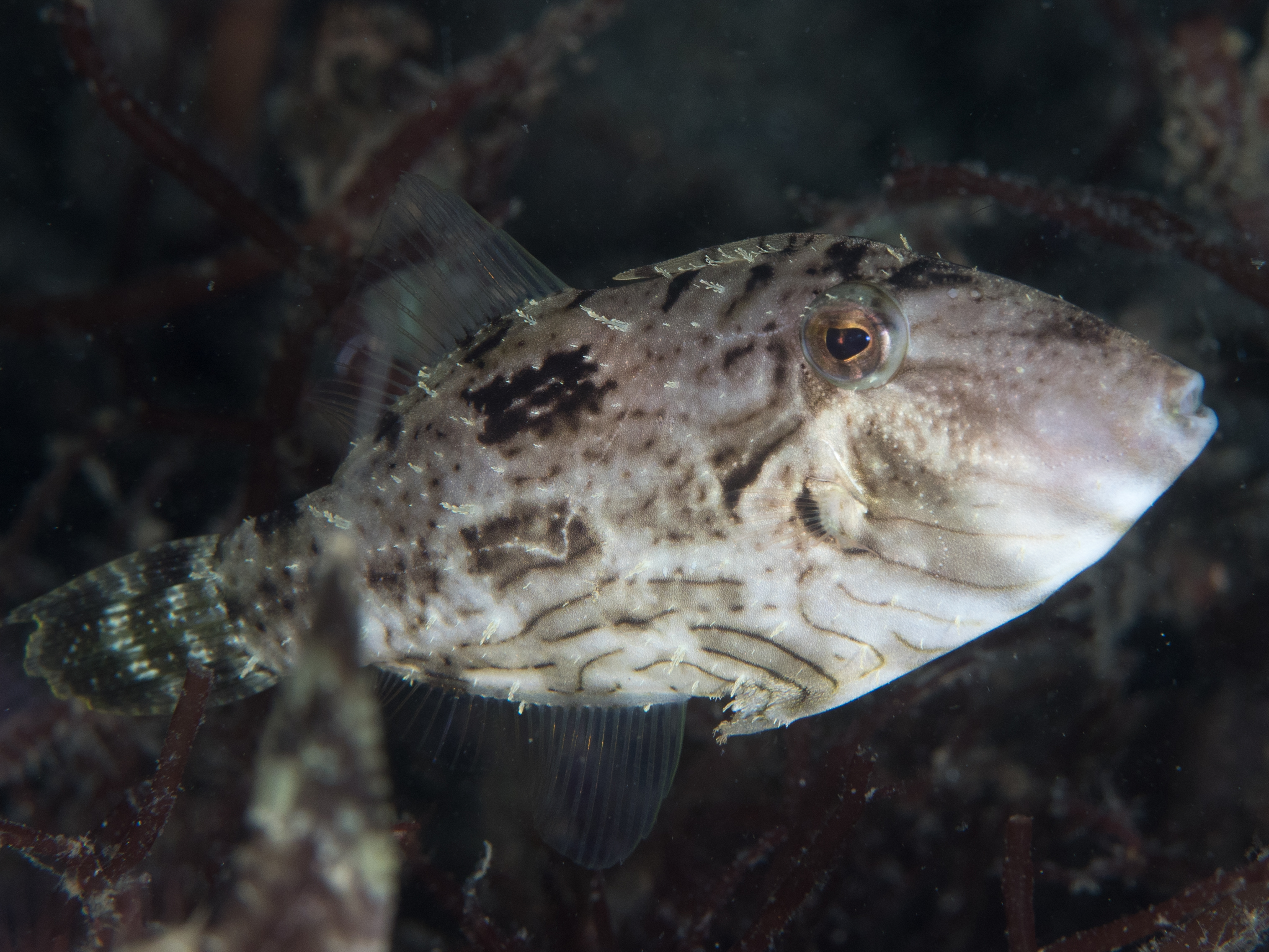
Paramonacanthus otisensis
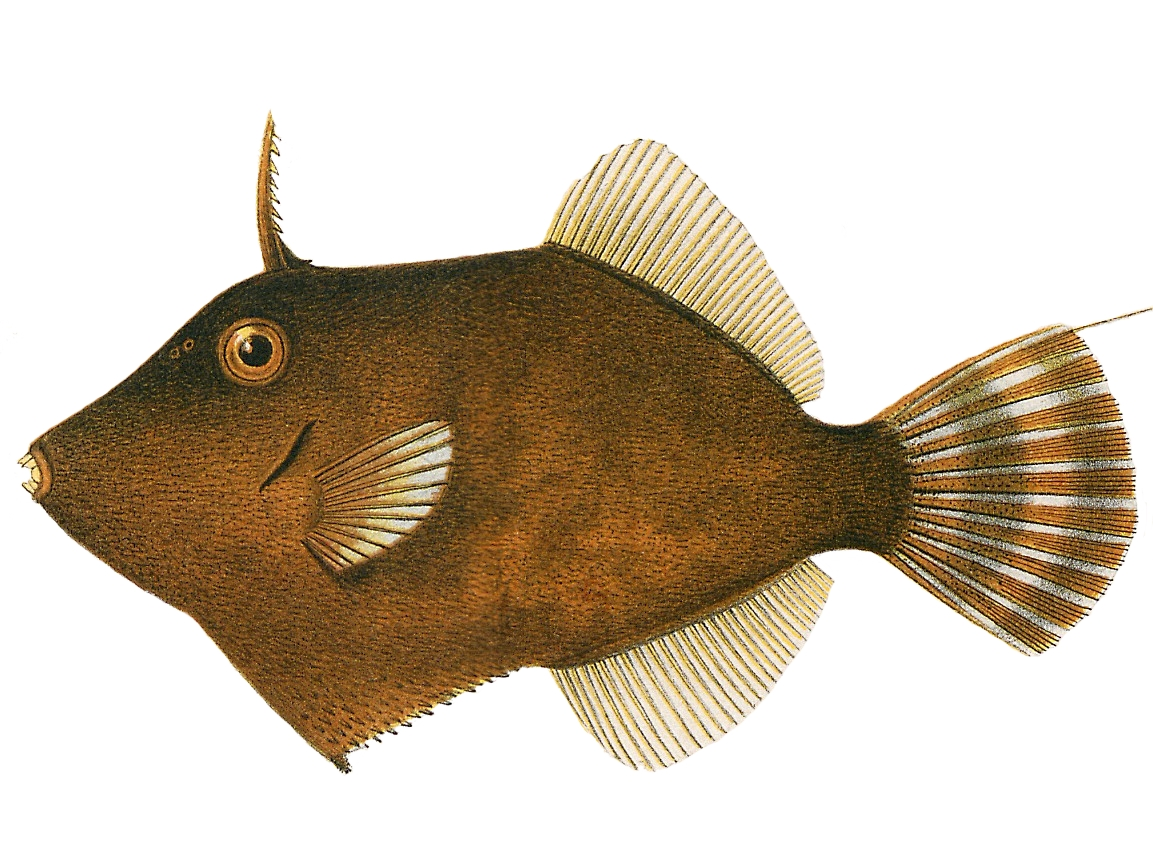
Paramonacanthus sulcatus